# Liste des voies du 3e arrondissement de Marseille
Cette liste énumère les principales voies du 3e arrondissement de Marseille.
- Haut – A
- B
- C
- D
- E
- F
- G
- H
- I
- J
- K
- L
- M
- N
- O
- P
- Q
- R
- S
- T
- U
- V
- W
- X
- Y
- Z

## 0-9
- Rue du 141e RIA

- Haut – A
- B
- C
- D
- E
- F
- G
- H
- I
- J
- K
- L
- M
- N
- O
- P
- Q
- R
- S
- T
- U
- V
- W
- X
- Y
- Z

## A
- Impasse Abeille
- Boulevard Allemand
- Avenue Alphée Cartier
- Rue Amable Richier
- Rue de l'Amidonnerie
- Rue d'Amiens
- Rue André Chamson
- Rue Antoine Mattéi
- Rue Antoine Zattara
- Rue Arnal
- Rue Auphan

- Haut – A
- B
- C
- D
- E
- F
- G
- H
- I
- J
- K
- L
- M
- N
- O
- P
- Q
- R
- S
- T
- U
- V
- W
- X
- Y
- Z

## B
- Traverse du Bachas
- Rue Barsotti
- Boulevard Battala
- Rue Belle de Mai
- Avenue Belle Vue
- Place Belle Vue
- Passage Belsunce
- Rue Bernard
- Place Bernard Cadenat
- Impasse Bleue
- Rue de Blidah
- Traverse Bon Secours
- Rue Bonhomme
- Rue Bonnardel
- Boulevard Bonnes Graces
- Boulevard Boues
- Boulevard Boyer
- Boulevard de Briançon
- Rue Bugeaud
- Boulevard Burel

- Haut – A
- B
- C
- D
- E
- F
- G
- H
- I
- J
- K
- L
- M
- N
- O
- P
- Q
- R
- S
- T
- U
- V
- W
- X
- Y
- Z

## C
- Rue du Caire
- Avenue Camille-Pelletan
- Rue Caravelle
- Impasse Caravelle
- Rue de la Caserne
- Rue Caussemille
- Rue Cavaignac
- Rue de Chanterac
- Place César-Baldaccini
- Rue de la Chapelle
- Boulevard Charles-Nédelec
- Boulevard Charpentier
- Rue Charvet
- Impasse Charvet
- Rue Clovis-Hugues
- Impasse du Collet
- Rue Collin
- Rue du Commissaire
- Rue de Crimée

- Haut – A
- B
- C
- D
- E
- F
- G
- H
- I
- J
- K
- L
- M
- N
- O
- P
- Q
- R
- S
- T
- U
- V
- W
- X
- Y
- Z

## D
- Rue Danton
- Impasse Delpech
- Rue Desaix
- Rue Désirée Clary
- Rue Despieds
- Rue du Docteur Léon Perrin
- Passage du Docteur Léon Perrin
- Place Dunoyer de Ségonzac

- Haut – A
- B
- C
- D
- E
- F
- G
- H
- I
- J
- K
- L
- M
- N
- O
- P
- Q
- R
- S
- T
- U
- V
- W
- X
- Y
- Z

## E
- Avenue Edouard Vaillant
- Rue Eugène Pottier

- Haut – A
- B
- C
- D
- E
- F
- G
- H
- I
- J
- K
- L
- M
- N
- O
- P
- Q
- R
- S
- T
- U
- V
- W
- X
- Y
- Z

## F
- Rue Félix
- Rue Félix-Pyat
- Boulevard Féraud
- Boulevard Ferdinand-de-Lesseps
- Boulevard Fonscolombes
- Rue Fontaine
- Rue de Forbin
- Rue Fortuné-Jourdan
- Rue de Fourcroy
- Rue François Barbini
- Rue François-Simon
- Rue des Frères Perez

- Haut – A
- B
- C
- D
- E
- F
- G
- H
- I
- J
- K
- L
- M
- N
- O
- P
- Q
- R
- S
- T
- U
- V
- W
- X
- Y
- Z

## G
- Rue Gaillard
- Avenue Général Leclerc
- Rue du Génie
- Rue Gérin Ricard
- Traverse de Gibbes
- Traverse de Gibraltar
- Boulevard Gouzian
- Rue Guibal
- Rue Guichard
- Place Guichard
- Boulevard Guigou
- Boulevard Gustave Desplaces

- Haut – A
- B
- C
- D
- E
- F
- G
- H
- I
- J
- K
- L
- M
- N
- O
- P
- Q
- R
- S
- T
- U
- V
- W
- X
- Y
- Z

## H
- Rue Henri Auzias
- Rue Hoche
- Rue Honnorat

- Haut – A
- B
- C
- D
- E
- F
- G
- H
- I
- J
- K
- L
- M
- N
- O
- P
- Q
- R
- S
- T
- U
- V
- W
- X
- Y
- Z

## I
- Rue des Industrieux

- Haut – A
- B
- C
- D
- E
- F
- G
- H
- I
- J
- K
- L
- M
- N
- O
- P
- Q
- R
- S
- T
- U
- V
- W
- X
- Y
- Z

## J
- Rue Jacques Bory
- Rue Jean Cristofol
- Rue du Jet d'Eau
- Rue Jobin
- Rue Jouven
- Boulevard Joseph Cabasson
- Place Joséphine Roussel
- Rue Jules Ferry
- Place Jules Guesde
- Rue Jullien
- Rue Junot
- Impasse Junot

- Haut – A
- B
- C
- D
- E
- F
- G
- H
- I
- J
- K
- L
- M
- N
- O
- P
- Q
- R
- S
- T
- U
- V
- W
- X
- Y
- Z

## K
- Rue Kléber

- Haut – A
- B
- C
- D
- E
- F
- G
- H
- I
- J
- K
- L
- M
- N
- O
- P
- Q
- R
- S
- T
- U
- V
- W
- X
- Y
- Z

## L
- Rue Lakanal
- Rue Lanthier
- Rue Lautard
- Boulevard Leccia
- Passage Léo Ferré
- Rue Léon Gozlan
- Rue Levat
- Rue Loubon
- Place Louis Arzial
- Rue Louis Biroard
- Rue Louis Mouronval
- Rue Lucien Rolmer

- Haut – A
- B
- C
- D
- E
- F
- G
- H
- I
- J
- K
- L
- M
- N
- O
- P
- Q
- R
- S
- T
- U
- V
- W
- X
- Y
- Z

## M
- Traverse Magnan
- Place Marceau
- Rue Masséna
- Rue Massot
- Rue Mathieu Stilatti
- Rue Melchior Guinot
- Boulevard Mirabeau
- Rue Mirès
- Traverse du Moulin-de-la-Vilette

- Haut – A
- B
- C
- D
- E
- F
- G
- H
- I
- J
- K
- L
- M
- N
- O
- P
- Q
- R
- S
- T
- U
- V
- W
- X
- Y
- Z

## N
- Boulevard National
- Square National
- Rue Neuve Sainte-Anne
- Avenue Nord du Petit Lycée
- Traverse Notre-Dame de Bon Secours
- Rue Nouvelle

- Haut – A
- B
- C
- D
- E
- F
- G
- H
- I
- J
- K
- L
- M
- N
- O
- P
- Q
- R
- S
- T
- U
- V
- W
- X
- Y
- Z

## O
- Rue d'Orange
- Rue d'Oudjda
- Impasse de l'Ouest
- Rue Ozanam

- Haut – A
- B
- C
- D
- E
- F
- G
- H
- I
- J
- K
- L
- M
- N
- O
- P
- Q
- R
- S
- T
- U
- V
- W
- X
- Y
- Z

## P
- Rue Palestro
- Boulevard de Paris
- Rue de Pasteur Heuze
- Rue du Petit Versailles
- Rue Peyssonnel
- Rue Pierre Leca
- Place Placide Caffo
- Boulevard de Plombières
- Rue Pommier
- Rue Pontèves
- Rue du Portail
- Impasse du Prophète

- Haut – A
- B
- C
- D
- E
- F
- G
- H
- I
- J
- K
- L
- M
- N
- O
- P
- Q
- R
- S
- T
- U
- V
- W
- X
- Y
- Z

## R
- Rue du Racati
- Rue Raymondino
- Rue René Cassin
- Boulevard de la Révolution
- Rue Ricard
- Boulevard Ricard
- Rue Rivoire
- Avenue Roger Salengro
- Rue Roger Schiaffini
- Avenue Rostand
- Rue de Ruffi

- Haut – A
- B
- C
- D
- E
- F
- G
- H
- I
- J
- K
- L
- M
- N
- O
- P
- Q
- R
- S
- T
- U
- V
- W
- X
- Y
- Z

## S
- Rue Saint-Claude
- Impasse Saint-Jean-Baptiste
- Rue Saint-Lazare
- Traverse Sainte-Marie
- Rue Sainte-Victoire
- Impasse Sainte-Victorine
- Rue Séry
- Impasse Séry
- Traverse Séry
- Impasse Solférino
- Rue Spinelly
- Boulevard de Strasbourg
- Place de Strasbourg
- Rue du Sud

- Haut – A
- B
- C
- D
- E
- F
- G
- H
- I
- J
- K
- L
- M
- N
- O
- P
- Q
- R
- S
- T
- U
- V
- W
- X
- Y
- Z

## T
- Impasse des Tamarins
- Boulevard de la Thèse
- Rue Toussaint
- Rue des Treize Escaliers
- Rue de Turenne

- Haut – A
- B
- C
- D
- E
- F
- G
- H
- I
- J
- K
- L
- M
- N
- O
- P
- Q
- R
- S
- T
- U
- V
- W
- X
- Y
- Z

## V
- Place Victor Hugo